# RABe 511
Pour un article plus général, voir Stadler KISS.
La RABe 511 est une rame automotrice à deux niveaux construite par Stadler Rail sur le modèle de la Stadler KISS. Elle est exploitée par les Chemins de fer fédéraux suisses.

## Parc
Les RABe 511 découlent en trois séries distinctes :

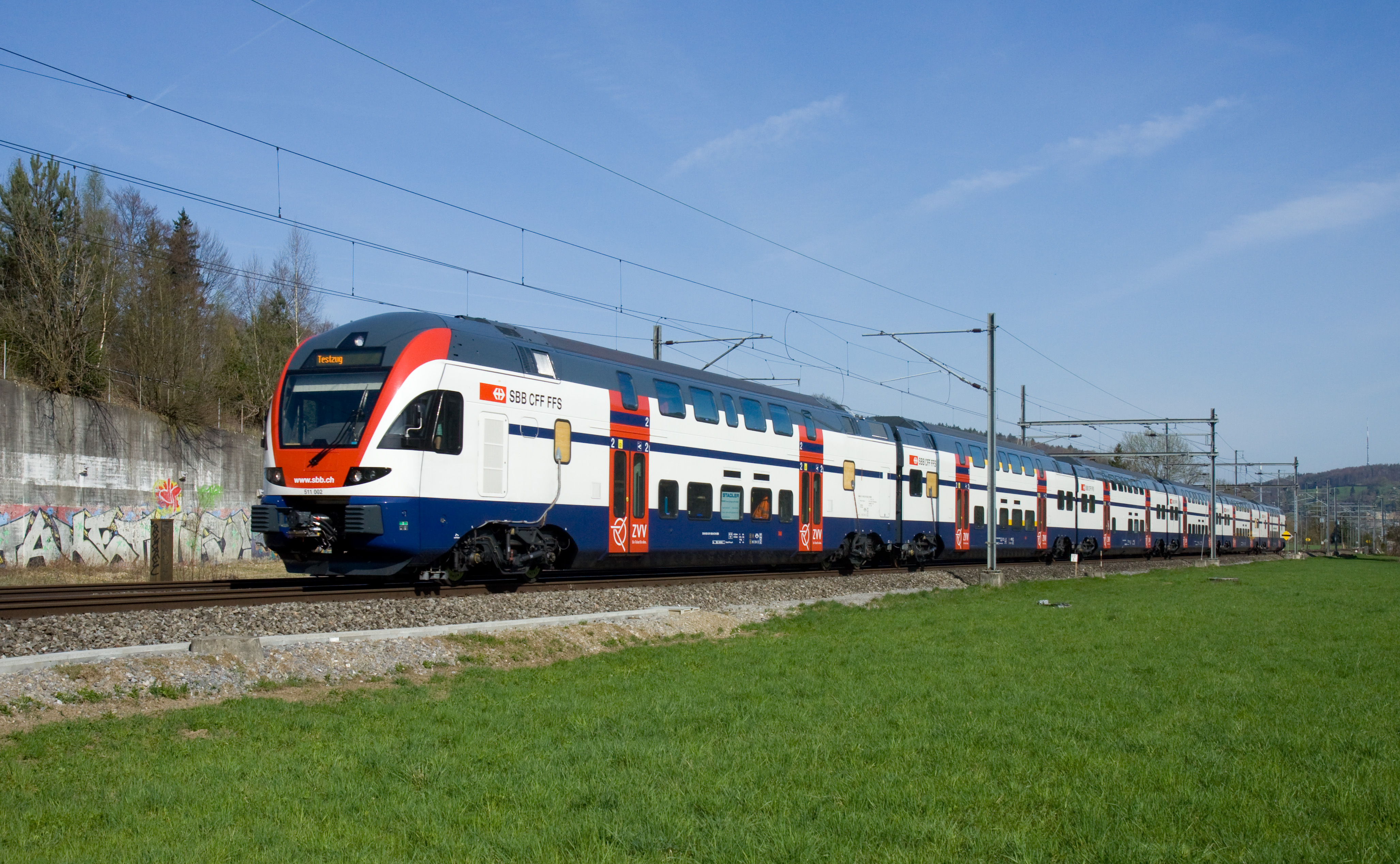
RABe 511.0 ZVV

- 49 RABe 511.0 ZVV à six caisses, en livrée bleue/blanche :
  - RABe 511 001 à 511 013,
  - RABe 511 031 à 511 035 et
  - RABe 511 039 à 511 050 et
  - RABe 511 051 à 511 069 (deuxième série, livraison terminée 2018)

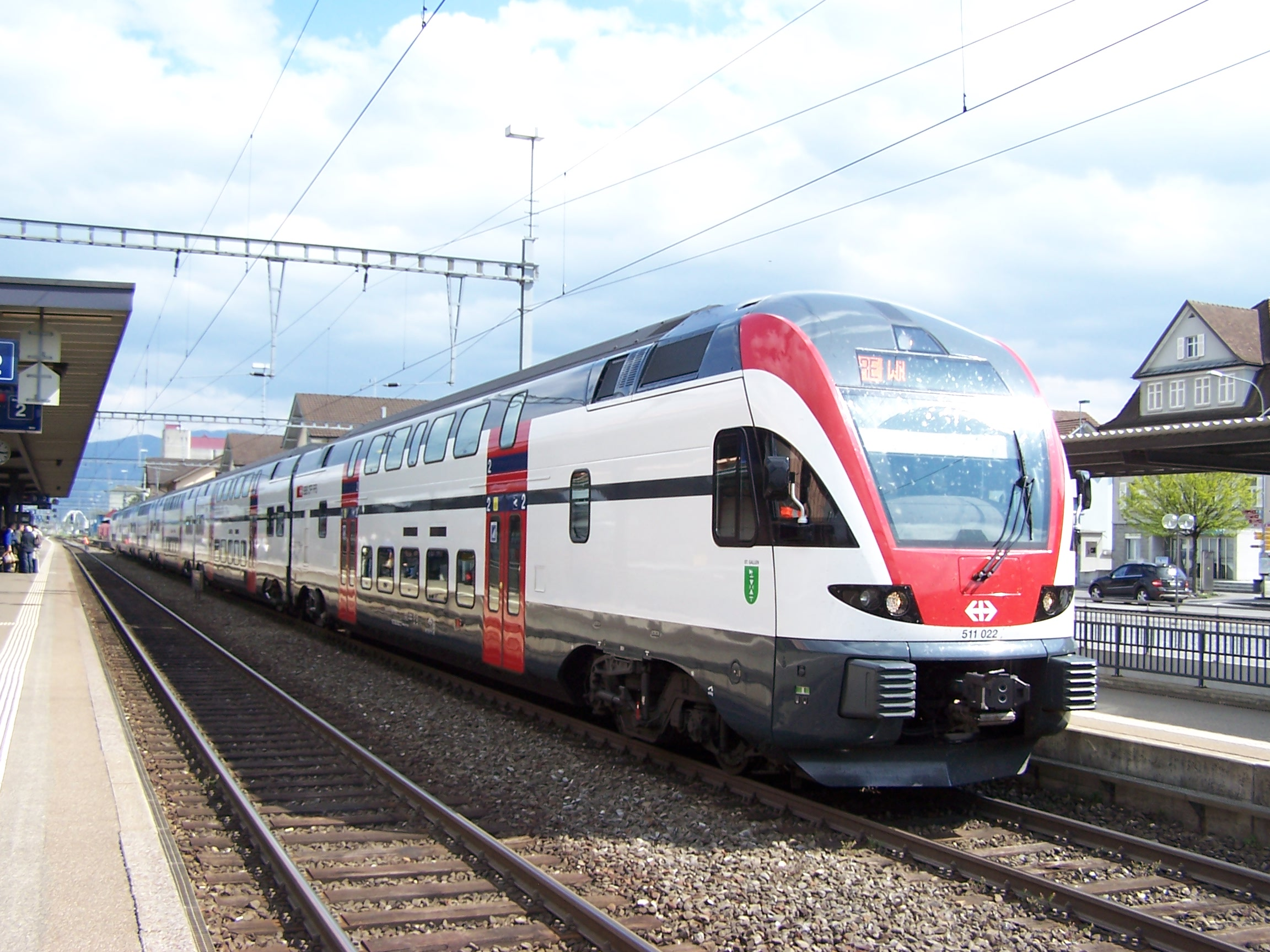
RABe 511.0 Regio

- 20 RABe 511.0 Regio à six caisses, en livrée grise/blanche :
  - RABe 511 014 à 511 030 et
  - RABe 511 036 à 511 038

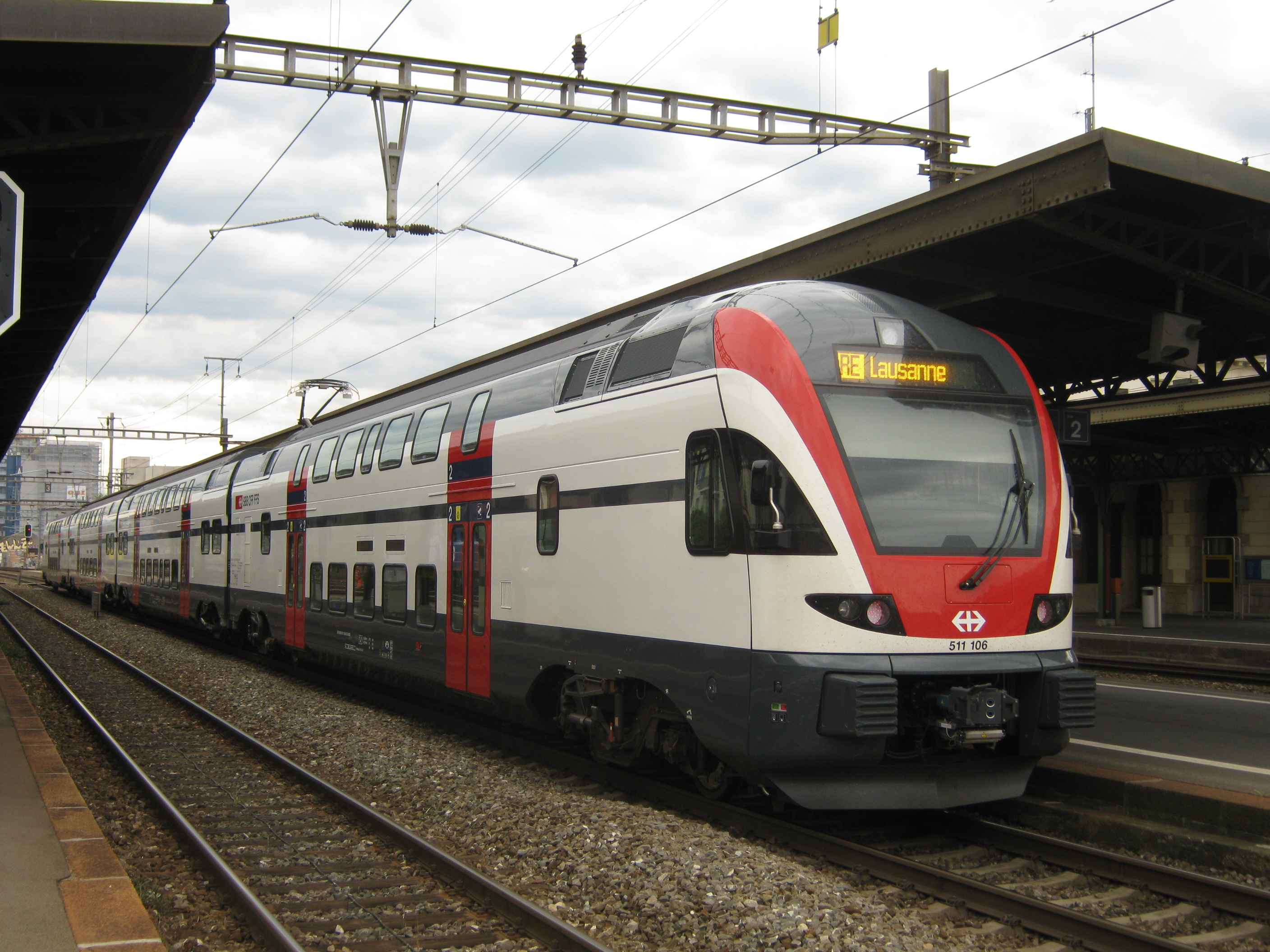
RABe 511.1 Regio

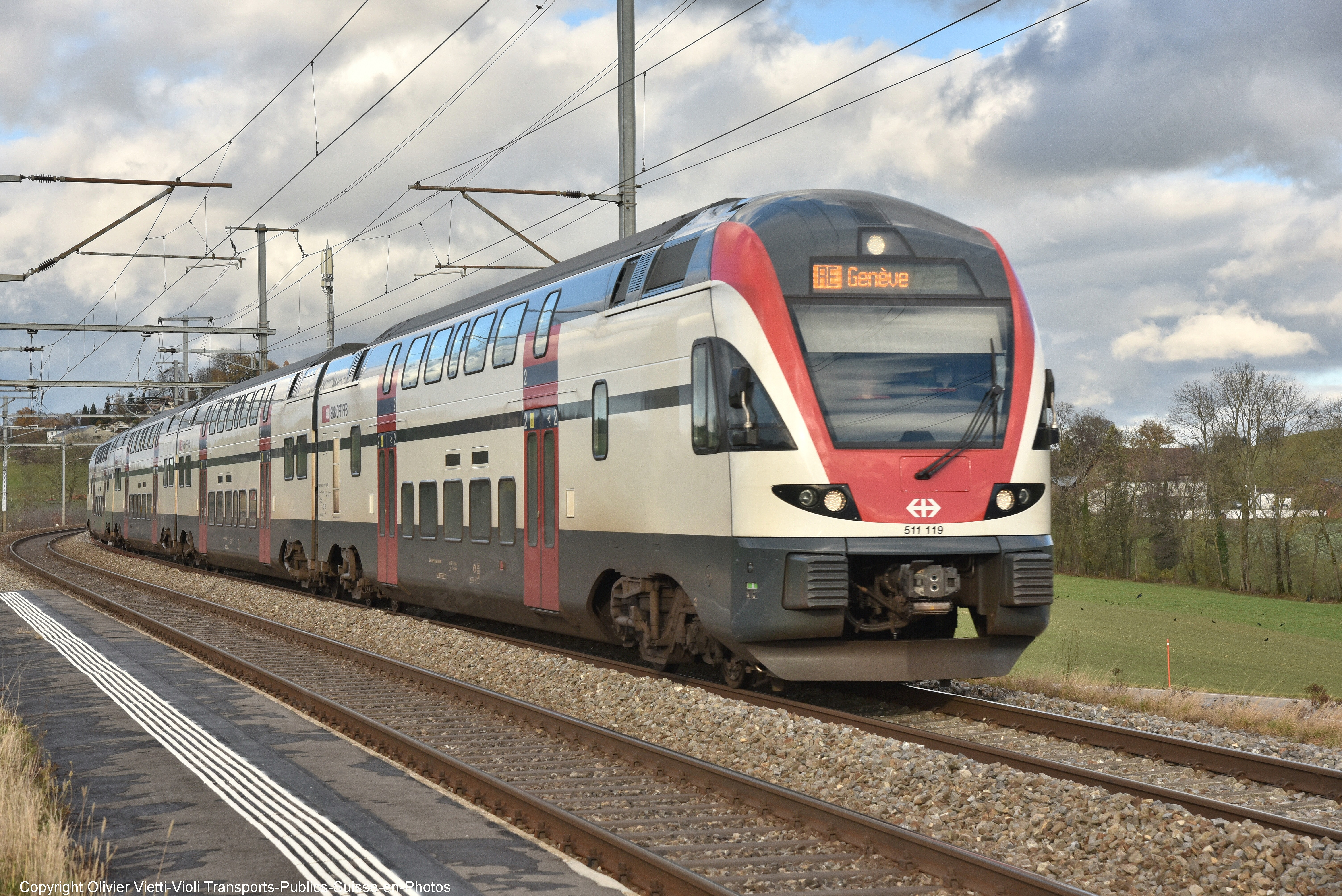
RABe 511.1 Regio

- 24 RABe 511.1 Regio à quatre caisses, en livrée grise/blanche :
  - RABe 511 101 à 511 124

## Desserte
Juin 2011
- Les premières RABe 511, des rames de six caisses, ont été mises en service sur le S-Bahn de Zurich[5],[6].

Décembre 2012
- Des rames RABe 511 composées de quatre caisses sont en circulation, assurant les lignes RegioExpress entre Genève et Romont et entre Genève et Vevey, toutes deux via Lausanne[7].

Décembre 2012
- RegioExpress Zurich Gare Centrale - Schaffhouse

Dès 2015.
- RegioExpress Biel/Bienne - Berne
- RegioExpress Olten - Langenthal - Herzogenbuchsee - Berthoud - Berne
- IRBâle CFF - Rheinfelden - Frick - Brugg - Baden - Zurich Gare Centrale

Dès décembre 2017:
- RegioExpress Genève - Nyon - Morges - Lausanne - Vevey
- RER Vaud: S1 Grandson - Yverdon-les-Bains - Lausanne (heures de pointe)
- RER Vaud: S5 Grandson - Lausanne - Puidoux-Chexbres - Palézieux
- RegioExpress Biel/Bienne - Berne
- RegioExpress Olten - Langenthal - Herzogenbuchsee - Berthoud - Berne
- RegioExpress Olten - Brugg AG - Baden - Wettingen

Dès décembre 2018:
- IR90 Genève-Aéroport - Brig (introduits progressivement les week-ends)

Dès le 15 décembre 2019:
- les RegioExpress circulant entre Vevey et Genève ont été prolongés vers Annemasse, et Saint-Maurice et s’arrêtent également à Lancy-Pont-Rouge, Genève-Eaux-Vives, Montreux, Aigle et Bex. Pour que ces liaisons soient assurées par ces rames, le matériel a été homologué en France par l'EPSF[réf. nécessaire].

Dès le 21 décembre 2019:
- Le « Verbier Express » (train sans changement de Genève au Châble et retour les samedis, dimanches et certains jours fériés) est assuré par des RABe 511. À Genève-Aéroport, deux rames sont accouplées pour le début du trajet. Elles sont ensuite séparées à Martigny, l'une allant au Châble et l'autre continuant vers Brig sur l'IR 90.

À la suite du changement d'horaire du 11 décembre 2022, les RegioExpress en provenance de Saint-Maurice desservent maintenant la gare de Genève Aéroport. L'entièreté de ces liaisons sont effectuées par les RABe 511

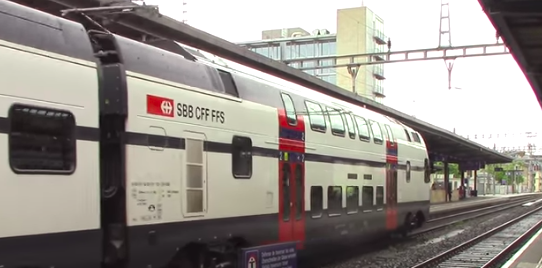
Entrée en gare de Genève-Cornavin d'une rame RABe 511 (communément appelée Stadler Kiss).